# 297
297是296與298之間的自然數。

## 在數學中
- 合數，正因數有1、3、9、11、27、33、99和297。
質因數分解為{\displaystyle 3^{3}\times 11}。
- 虧數，真因數和為183，虧度為114。
- 十进制的奢侈數。
- 幸運數
- 十邊形數
- 卡布列克數（{\displaystyle 297^{2}=88209}、{\displaystyle 88+209=297}）
- {\displaystyle 10\times 297\pm 1}是孿生質數

## 在人類文化中
- A4的大小為210×297公厘
- A3的大小為297×420公厘
- 黃河頌長297釐米、寬143.5釐米，曾創下當時中國油畫作品最高的成交紀錄
- 阿信是NHK電視部開播30周年紀念電視劇，共297集
- 阿魯巴的國際電話區號為297

## 在科學中
- 丙胺酸是一種胺基酸，它的熔點是297℃

## 在天文中
- 水星的夜晚大約是-297°F
- NGC 297 是鯨魚座的一個星系

## 在其他領域中
- 西元297年和前297年
- 九龍巴士297線